# Telstar in het seizoen 2024/25 (vrouwen)
Het seizoen 2024/25 is het dertiende jaar in het bestaan van het Velsense vrouwenvoetbalelftal van Telstar. De club komt uit in de Eredivisie en neemt ook deel aan het toernooi om de KNVB Beker.

## Selectie en technische staf

### Selectie
| Nr.             | Nat.                      | Naam               | Competitie  | Competitie  | Beker       | Beker       | Totaal      | Totaal      | Seizoen bij Telstar | Vorige club         | Contract     |
| Nr.             | Nat.                      | Naam               | W           | Goal        | W           | Goal        | W           | Goal        | Seizoen bij Telstar | Vorige club         | Contract     |
| Doelvrouwen     | Doelvrouwen               | Doelvrouwen        | Doelvrouwen | Doelvrouwen | Doelvrouwen | Doelvrouwen | Doelvrouwen | Doelvrouwen | Doelvrouwen         | Doelvrouwen         | Doelvrouwen  |
| --------------- | ------------------------- | ------------------ | ----------- | ----------- | ----------- | ----------- | ----------- | ----------- | ------------------- | ------------------- | ------------ |
| 1               | Vlag van Nederland        | Kelly Steen        | 22          | 0           | 0           | 0           | 22          | 0           | 3e                  | PSV                 | Contractloos |
| 16              | Vlag van Nederland        | Mei Wei Rispens    | 0           | 0           | 1           | 0           | 1           | 0           | 3e                  | Ajax                | 30 juni 2025 |
| 24              | Vlag van Nederland        | Floor Ursem        | 0           | 0           | 0           | 0           | 0           | 0           | 2e                  | Jeugd               | Contractloos |
| Verdedigsters   |                           |                    |             |             |             |             |             |             |                     |                     |              |
| 2               | Vlag van Nederland        | Puck Donker        | 22          | 0           | 1           | 0           | 23          | 0           | 3e                  | VV Alkmaar          | 30 juni 2025 |
| 3               | Vlag van Nederland        | Felice Hermans     | 7           | 0           | 0           | 0           | 7           | 0           | 3e                  | Jeugd               | Contractloos |
| 4               | Vlag van Japan            | Akari Takeshige    | 21          | 3           | 1           | 0           | 22          | 3           | 1e                  | INAC Kobe Leonessa  | 30 juni 2026 |
| 5               | Vlag van Nederland        | Nikki Ridder       | 18          | 0           | 1           | 0           | 19          | 0           | 2e                  | Excelsior Rotterdam | Contractloos |
| 6               | Vlag van Nederland        | Kim Remijnse       | 0           | 0           | 0           | 0           | 0           | 0           | 2e                  | VV Alkmaar          | Contractloos |
| 7               | Vlag van Nederland        | Soraya Verhoeve    | 8           | 0           | 0           | 0           | 8           | 0           | 1e                  | Ajax                | 30 juni 2025 |
| 12              | Vlag van Nederland        | Pauline van de Pol | 13          | 0           | 1           | 0           | 14          | 0           | 3e                  | Jeugd               | Contractloos |
| 15              | Vlag van Nederland        | Esmee Daalman      | 12          | 0           | 1           | 0           | 13          | 0           | 2e                  | Jeugd               | Contractloos |
| 20              | Vlag van Nederland        | Tess Tiebie        | 10          | 0           | 1           | 0           | 11          | 0           | 3e                  | Jeugd               | Contractloos |
| Middenveldsters |                           |                    |             |             |             |             |             |             |                     |                     |              |
| 8               | Vlag van Nederland        | Isa Gomez          | 18          | 1           | 1           | 0           | 19          | 1           | 3e                  | Jeugd               | Contractloos |
| 10              | Vlag van Japan            | Chinatsu Kira      | 22          | 4           | 1           | 0           | 23          | 4           | 2e                  | SE AEM              | Contractloos |
| 13              | Vlag van Verenigde Staten | Sydney Blomquist   | 13          | 1           | 1           | 0           | 14          | 1           | 1e                  | Coppermine United   | 30 juni 2025 |
| 18              | Vlag van Nederland        | Joy Vader          | 12          | 0           | 1           | 0           | 13          | 0           | 3e                  | Jeugd               | Contractloos |
| 23              | Vlag van Nederland        | Anna van der Vlist | 11          | 0           | 0           | 0           | 11          | 0           | 3e                  | Jeugd               | 30 juni 2025 |
| Aanvalsters     |                           |                    |             |             |             |             |             |             |                     |                     |              |
| 9               | Vlag van Nederland        | Jannette van Belen | 21          | 6           | 1           | 0           | 22          | 6           | 2e                  | ADO Den Haag        | 30 juni 2025 |
| 11              | Vlag van Marokko          | Samya Hassani      | 18          | 0           | 1           | 0           | 19          | 0           | 3e                  | Fenerbahce SK       | 30 juni 2025 |
| 14              | Vlag van Nederland        | Isabelle Nottet    | 18          | 1           | 1           | 0           | 19          | 1           | 2e                  | VV Alkmaar          | 30 juni 2025 |
| 17              | Vlag van Nederland        | Mila Lagcher       | 17          | 1           | 0           | 0           | 17          | 1           | 3e                  | Jeugd               | Contractloos |
| 19              | Vlag van Nederland        | Lieke Vis          | 22          | 3           | 1           | 0           | 23          | 3           | 3e                  | Jeugd               | Contractloos |
| 21              | Vlag van Nederland        | Nicci Berrevoets   | 21          | 2           | 1           | 0           | 22          | 2           | 1e                  | Jeugd               | Contractloos |
| 22              | Vlag van Nederland        | Yesmin Khanchouch  | 6           | 0           | 0           | 0           | 6           | 0           | 1e                  | Jeugd               | Contractloos |
| 22              | Vlag van Nederland        | Yasmin Kleef       | 3           | 0           | 0           | 0           | 3           | 0           | 1e                  | Jeugd               | Contractloos |
| 25              | Vlag van Nederland        | Ina Booms          | 3           | 0           | 0           | 0           | 3           | 0           | 1e                  | Jeugd               | Contractloos |
| Nr.             | Nat.                      | Naam               | W           | Goal        | W           | Goal        | W           | Goal        | Seizoen bij Telstar | Vorige club         | Contract     |
| Nr.             | Nat.                      | Naam               | Competitie  | Competitie  | Beker       | Beker       | Totaal      | Totaal      | Seizoen bij Telstar | Vorige club         | Contract     |

### Legenda
| # | Reden                                          |
| - | ---------------------------------------------- |
|   | Heeft de club in het lopende seizoen verlaten. |

### Technische staf
| Naam           | Functie           |
| -------------- | ----------------- |
| Ed Engelkes    | Hoofdtrainer      |
| Hans de Winter | Assistent-trainer |

## Transfers

### Zomer

#### Aangetrokken 2024/25
| Nat.                      | Naam             | Van                | Contract     | Bijzonderheden |
| ------------------------- | ---------------- | ------------------ | ------------ | -------------- |
| Vlag van Verenigde Staten | Sydney Blomquist | Coppermine United  | 30 juni 2025 |                |
| Vlag van Marokko          | Samya Hassani    | Fenerbahce SK      | 30 juni 2025 |                |
| Vlag van Japan            | Akari Takeshige  | INAC Kobe Leonessa | 30 juni 2026 |                |
| Vlag van Nederland        | Soraya Verhoeve  | Ajax               | 30 juni 2025 |                |

#### Vertrokken 2024/25
| Nat.               | Naam                 | Naar       | Bijzonderheden |
| ------------------ | -------------------- | ---------- | -------------- |
| Vlag van Nederland | Bodil van den Heuvel | Onbekend   |                |
| Vlag van Nederland | Stephanie Kemper     | Onbekend   |                |
| Vlag van Nederland | Elise Meijerink      |            | Gestopt        |
| Vlag van Nederland | Lune Miedema         | RKVV DSS   |                |
| Vlag van België    | Caroliena Wolters    | Medkila IL |                |

### Jeugdopleiding

#### Aangetrokken 2024/25
| Nat.               | Naam             | Contract     | Bijzonderheden |
| ------------------ | ---------------- | ------------ | -------------- |
| Vlag van Nederland | Nicci Berrevoets | 30 juni 2025 |                |
| Vlag van Nederland | Esmee Daalman    | 30 juni 2025 |                |
| Vlag van Nederland | Joy Vader        | 30 juni 2025 |                |

#### Vertrokken 2024/25
| Nat.               | Naam        | Naar                       | Bijzonderheden |
| ------------------ | ----------- | -------------------------- | -------------- |
| Vlag van Nederland | Floor Ursem | Thompson Rivers University |                |

### Winter

#### Aangetrokken 2024/25
| Nat. | Naam | Van | Bijzonderheden |
| ---- | ---- | --- | -------------- |
|      |      |     |                |

#### Vertrokken 2024/25
| Nat. | Naam | Naar | Bijzonderheden |
| ---- | ---- | ---- | -------------- |
|      |      |      |                |

## Wedstrijdstatistieken

### Oefenwedstrijden
| Oefenwedstrijd 1                                                               | RKVV DSS                                        | 1 – 2            | Telstar                            | Opstelling Telstar |
| 29 juni 2024 Aanvangstijd: 12:00 uur Plaats: Haarlem Sportpark Pim Mulier      | Onbekend                                        | Wedstrijdverslag | Onbekend                           | Onbekend           |
| Oefenwedstrijd 2                                                               | FC Rijnvogels                                   | 1 – 4 (0 – 4)    | Telstar                            | Opstelling Telstar |
| 6 juli 2024 Aanvangstijd: 12:45 uur Plaats: De Pan Sportpark De Kooltuin       | Sanne Witteman                                  | Wedstrijdverslag | Onbekend                           | Onbekend           |
| Oefenwedstrijd 3                                                               | Telstar                                         | 0 – 4            | SV Saestum                         | Opstelling Telstar |
| 13 juli 2024 Aanvangstijd: 12:45 uur Plaats: Velsen-Zuid 711 Stadion           |                                                 | Wedstrijdverslag |                                    | Onbekend           |
| Oefenwedstrijd 4                                                               | Telstar                                         | 0 – 5            | Oud-Heverlee Leuven                | Opstelling Telstar |
| 10 augustus 2024 Aanvangstijd: 20:45 uur Plaats: Velsen-Zuid 711 Stadion       |                                                 |                  |                                    | Onbekend           |
| Oefenwedstrijd 5                                                               | KVC Westerlo                                    | 0 – 0 (0 – 0)    | Telstar                            | Opstelling Telstar |
| 17 augustus 2024 Aanvangstijd: 12.30 uur Plaats: Westerlo 't Kuipje            |                                                 | Wedstrijdverslag |                                    |                    |
| Oefenwedstrijd 6                                                               | Telstar                                         | 5 – 1 (4 – 1)    | KRC Genk                           | Opstelling Telstar |
| 24 augustus 2024 Aanvangstijd: 17.30 uur Plaats: Velsen-Zuid 711 Stadion       | Onbekend 1' 2' 4' Samya Hassani Akari Takeshige | Wedstrijdverslag | Onbekend                           |                    |
| Oefenwedstrijd 7                                                               | PEC Zwolle                                      | 1 – 2            | Telstar                            | Opstelling Telstar |
| 14 september 2024 Aanvangstijd: 14.00 uur Plaats: Zwolle Sportpark De Vegtlust | Onbekend                                        | Wedstrijdverslag | Isabelle Nottet Jannette van Belen | Onbekend           |
| Oefenwedstrijd 8                                                               | sc Heerenveen                                   | 2 – 2            | Telstar                            | Opstelling Telstar |
| 14 september 2024 Aanvangstijd: 14.00 uur Plaats: Zwolle Sportpark De Vegtlust | Onbekend                                        | Wedstrijdverslag | Chinatsu Kira Isa Gomez            | Onbekend           |
| Oefenwedstrijd 9                                                               | Telstar                                         | 2 – 2            | Excelsior                          | Opstelling Telstar |
| 21 september 2024 Aanvangstijd: 17.30 uur Plaats: IJmuiden Sportpark Zeewijk   | Jannette van Belen Chinatsu Kira                | Wedstrijdverslag | Onbekend                           | Onbekend           |
| Oefenwedstrijd 10                                                              | Telstar                                         | 0 – 0 (0 - 0)    | Sparta Rotterdam                   | Opstelling Telstar |
| 24 oktober 2024 Aanvangstijd: Onbekend Plaats: Velsen-Zuid 711 Stadion         |                                                 | Wedstrijdverslag |                                    | Onbekend           |

### Eredivisie
|       | ADO Den Haag | AFC Ajax | AZ    | Excelsior | Feyenoord | Fortuna Sittard | sc Heerenveen | PEC Zwolle | PSV   | FC Twente | FC Utrecht |
| ----- | ------------ | -------- | ----- | --------- | --------- | --------------- | ------------- | ---------- | ----- | --------- | ---------- |
| Thuis | 1 – 1        | 1 – 4    | 4 – 5 | 1 – 1     | 1 – 2     | 1 – 4           | 2 – 0         | 0 – 2      | 1 – 4 | 1 – 2     | 0 – 1      |
| Uit   | 2 – 2        | 3 – 1    | 0 – 1 | 1 – 1     | 8 – 1     | 5 – 0           | 3 – 1         | 0 – 0      | 4 – 0 | 3 – 1     | 4 – 1      |

| Speelronde 1                                                                                   | PSV | 4 – 0 (1 – 0)    | Telstar                                                                                          | Opstelling Telstar |
| 28 september 2024 Aanvangstijd: 14.00 uur Plaats: Eindhoven PSV Campus De Herdgang             | Renate Jansen 19', 58' Joëlle Smits 71', 75'                                                                                                | Wedstrijdverslag |                                                                                                  | Steen, Donker, Van de Pol ( 46' Daalman), Takeshige, Ridder, Van der Vlist, Lagcher ( 46' Gomez), Kira, Berrevoets ( 46' Hassani), Van Belen ( 72' Vis), Nottet ( 90+1' Kleef)                                                         |
| Speelronde 2                                                                                   | Telstar | 1 – 4 (1 – 2)    | Fortuna Sittard                                                                                  | Opstelling Telstar |
| 5 oktober 2024 Aanvangstijd: 16.30 uur Plaats: Velsen-Zuid 711 Stadion                         | Akari Takeshige 26' Anna van der Vlist 35' Samya Hassani 66'                                                                                | Wedstrijdverslag | 28' 90' Isa Dekker 30' Femke Prins 48' 82' Moïsa van Koot 90+5' Sanne Arons                      | Steen, Van de Pol ( 58' Daalman), Donker, Takeshige, Ridder, Van der Vlist, Berrevoets ( 73' Gomez), Kira, Hassani ( 73' Vis), Van Belen ( 46' Lagcher), Nottet                                                                        |
| Speelronde 3                                                                                   | PEC Zwolle | 0 – 0 (0 – 0)    | Telstar                                                                                          | Opstelling Telstar |
| 13 oktober 2024 Aanvangstijd: 12.15 uur Plaats: Zwolle MAC³PARK stadion                        | Naomi Hilhorst 87' Jeva Walk 90+2' | Wedstrijdverslag | 68' Nikki Ridder 84' Puck Donker                                                                 | Steen, Van de Pol, Donker, Takeshige, Ridder, Van der Vlist, Berrevoets ( 70' Gomez), Kira, Hassani ( 70' Vis), Van Belen ( 70' Lagcher), Nottet ( 88' Tiebie)                                                                         |
| Speelronde 4                                                                                   | Telstar | 1 – 2 (0 – 2)    | FC Twente                                                                                        | Opstelling Telstar |
| 20 oktober 2024 Aanvangstijd: 16.45 uur Plaats: Velsen-Zuid 711 Stadion                        | Chinatsu Kira Isabelle Nottet 86' Anna van der Vlist 87' Mila Lagcher 90'                                                                   | Wedstrijdverslag | 13' Jaimy Ravensbergen 28' Nikée van Dijk                                                        | Steen, Van de Pol ( 46' Lagcher), Donker, Takeshige, Ridder, Van der Vlist, Berrevoets ( 68' Gomez), Kira, Hassani ( 68' Gomez), Van Belen, Nottet                                                                                     |
| Speelronde 5                                                                                   | AZ | 0 – 1 (0 – 0)    | Telstar                                                                                          | Opstelling Telstar |
| 3 november 2024 Aanvangstijd: 16.45 uur Plaats: Wijdewormer AFAS Trainingscomplex              | | Wedstrijdverslag | 71' Akari Takeshige                                                                              | Steen, Van der Vlist,Donker, Takeshige, Ridder, Blomquist ( 57' Verhoeve), Lagcher, Kira, Hassani ( 78' Gomez), Van Belen ( 79' Vis), Nottet ( 90+3' Vader)                                                                            |
| Speelronde 6                                                                                   | Telstar | 1 – 1 (1 – 1)    | Excelsior                                                                                        | Opstelling Telstar |
| 9 november 2024 Aanvangstijd: 16.30 uur Plaats: Velsen-Zuid 711 Stadion                        | Isabelle Nottet 26' Puck Donker 35' Nicci Berrevoets 45' Chinatsu Kira 65' Samya Hassani 71'                                                | Wedstrijdverslag | 19' Lynn Groenewegen                                                                             | Steen, Van der Vlist, Donker, Takeshige, Ridder, Berrevoets ( 60' Blomquist), Mila Lagcher ( 60' Verhoeve), Kira, Hassani ( 76' Vis), Van Belen ( 76' Gomez), Nottet ( 85' Van de Pol)                                                 |
| Speelronde 7                                                                                   | sc Heerenveen | 3 – 1 (3 – 1)    | Telstar                                                                                          | Opstelling Telstar |
| 17 november 2024 Aanvangstijd: 12.15 uur Plaats: Heerenveen Sportpark Skoatterwald             | Elfi Maass 6' Eef Kerkhof 9' 58' Jet van Beijeren 30' Lyanne Iedema 35'                                                                     | Wedstrijdverslag | 5' Chinatsu Kira 18' Soraya Verhoeve                                                             | Steen, Verhoeve ( 57' Blomquist), Donker, Takeshige, Ridder ( 68' Daalman), Lagcher, Berrevoets, Kira ( 68' Gomez), Hassani ( 78' Van de Pol), Van Belen, Nottet ( 78' Nottet)                                                         |
| Speelronde 8                                                                                   | Telstar | 1 – 4 (1 – 2)    | Ajax                                                                                             | Opstelling Telstar |
| 24 november 2024 Aanvangstijd: 16.45 uur Plaats: Velsen-Zuid 711 Stadion                       | Jannette van Belen 39' (pen.) | Wedstrijdverslag | 21', 53' Danique Tolhoek 27' Lotte Keukelaar 84' Tiny Hoekstra                                   | Steen, Verhoeve ( 46' Lagcher), Donker, Takeshige, Ridder ( 85' Van de Pol), Van der Vlist, Berrevoets, Kira, Hassani ( 67' Gomez), Van Belen ( 67' Vis), Nottet ( 68' Blomquist)                                                      |
| Speelronde 9                                                                                   | Feyenoord | 8 – 1 (2 – 1)    | Telstar                                                                                          | Opstelling Telstar |
| 7 december 2024 Aanvangstijd: 16.30 uur Plaats: Rotterdam Sportcomplex Varkenoord              | Ella Van Kerkhoven 33' (pen) Esmee de Graaf 38' Jarne Teulings 51', 83' Noëlle van der Sluijs 56' Jada Conijnenberg 61' Dechamaily Lont 88' | Wedstrijdverslag | 25' Lieke Vis                                                                                    | Steen, Donker, Kira ( 70' Gomez), Takeshige ( 46' Daalman), Ridder, Lagcher ( 18' Van de Pol), Berrevoets, Blomquist, Hassani ( 70' Nottet), Van Belen, Vis ( 70' Vader)                                                               |
| Speelronde 10                                                                                  | Telstar | 1 – 1 (0 – 1)    | ADO Den Haag                                                                                     | Opstelling Telstar |
| 15 december 2024 Aanvangstijd: 12.15 uur Plaats: Velsen-Zuid 711 Stadion                       | Sydney Blomquist 65' Isabelle Nottet 90+1' Mila Lagcher 90+2' Nicci Berrevoets 90+5'                                                        | Wedstrijdverslag | 27' Iris Remmers 76' Kayra Nelemans 90+1' Daniëlle Noordermeer                                   | Steen, Daalman, Donker, Van de Pol ( 81' Tiebie), Ridder, Blomquist ( 73' Lagcher), Berrevoets, Kira ( 81' Khancouch), Hassani ( 60' Nottet), Van Belen, Vis ( 73' Vader)                                                              |
| Speelronde 11                                                                                  | FC Utrecht | 4 – 1 (4 – 1)    | Telstar                                                                                          | Opstelling Telstar |
| 21 december 2024 Aanvangstijd: 16.30 uur Plaats: Utrecht Sportcomplex Zoudenbalch              | Lotje de Keijzer 11', 45' Ilse van der Zanden 20' Elisha Kruize 30'                                                                         | Wedstrijdverslag | 12' Chinatsu Kira                                                                                | Steen, Daalman, Donker, Van de Pol ( 65' Tiebie), Ridder, Blomquist ( 46' Vader), Berrevoets, Kira ( 72' Takeshige), Lagcher ( 65' Kleef), Van Belen, Vis ( 72' Khanchouch)                                                            |
| Speelronde 12                                                                                  | Telstar | 0 – 2 (0 – 0)    | PEC Zwolle                                                                                       | Opstelling Telstar |
| 18 januari 2025 Aanvangstijd: 14.00 uur Plaats: Velsen-Zuid 711 Stadion                        | | Wedstrijdverslag | 58' Zoë Zuidberg 82' Hanna Huizenga                                                              | Steen, Van de Pol ( 62' Tiebie), Donker, Takeshige, Ridder, Vader ( 85' Daalman), Berrevoets, Kira, Lagcher ( 63' Blomquist), Van Belen ( 63' Gomez), Vis ( 73' Khanchouch)                                                            |
| Speelronde 13                                                                                  | Excelsior | 1 – 1 (0 – 0)    | Telstar                                                                                          | Opstelling Telstar |
| 25 januari 2025 Aanvangstijd: 16.30 uur Plaats: Rotterdam Van Donge & De Roo Stadion           | Sabrine Ellouzi 77' Lieke de With 79' Yara Helderman 87'                                                                                    | Wedstrijdverslag | 69' Jannette van Belen 80' Puck Donker                                                           | Steen, Van de Pol ( 61' Daalman), Donker, Takeshige, Ridder ( 61' Tiebie), Vader ( 77' Blomquist), Berrevoets, Kira, Lagcher, Van Belen ( 77' Gomez), Vis ( 83' Nottet)                                                                |
| Speelronde 14                                                                                  | Telstar | 4 – 5 (2 – 2)    | AZ                                                                                               | Opstelling Telstar |
| 1 februari / 12 maart 2025 Aanvangstijd: 16.30 uur / 18.45 uur Plaats: Velsen-Zuid 711 Stadion | Lieke Vis 10' Sydney Blomquist 14' Isa Gomez 72' 83' Nicci Berrevoets 76'                                                                   | Wedstrijdverslag | 7', 54' Bo op de Weegh 19' Floor Spaan 24' Kealyn Thomas 68' Ilvy Zijp 87' Desiree van Lunteren  | Steen, Tiebie, Donker, Takeshige, Ridder, Vader ( 63' Gomez), Blomquist, Kira, Berrevoets, Van Belen, Vis ( 62' Nottet) Na hervatting: Steen, Tiebie, Donker, Takeshige, Ridder, Blomquist, Gomez, Kira, Berrevoets, Van Belen, Nottet |
| Speelronde 15                                                                                  | FC Twente | 3 – 1 (3 – 1)    | Telstar                                                                                          | Opstelling Telstar |
| 8 februari 2025 Aanvangstijd: 12.15 uur Plaats: Enschede Sportpark Schreurserve                | Leonie Vliek 5' Jaimy Ravensbergen 13', 15'                                                                                                 | Wedstrijdverslag | 38' Jannette van Belen 78' Isabelle Nottet                                                       | Steen, Van de Pol ( 46' Lagcher), Donker, Takeshige, Ridder, Berrevoets, Vader ( 82' Blomquist), Kira ( 64' Nottet), Gomez ( 74' Hassani), Van Belen, Vis                                                                              |
| Speelronde 16                                                                                  | Telstar | 1 – 2 (1 – 2)    | Feyenoord                                                                                        | Opstelling Telstar |
| 1 maart 2025 Aanvangstijd: 16.30 uur Plaats: Velsen-Zuid 711 Stadion                           | Jannette van Belen 43' | Wedstrijdverslag | 36' 45+2' Ella Van Kerkhoven 37' Mao Itamura 53' Tess van Bentem                                 | Steen, Donker, Hermans ( 46' Ridder), Takeshige, Daalman, Berrevoets ( 74' Gomez), Blomquist ( 87' Vis), Kira, Hassani ( 66' Vader), Van Belen, Nottet ( 66' Van der Vlist)                                                            |
| Speelronde 17                                                                                  | Telstar | 1 – 4 (0 – 3)    | PSV                                                                                              | Opstelling Telstar |
| 9 maart 2025 Aanvangstijd: 12.15 uur Plaats: Velsen-Zuid 711 Stadion                           | Jannete van Belen 58' 60' Nicci Berrevoets 84'                                                                                              | Wedstrijdverslag | 19' 60' Riola Xhemaili 28' Gwyneth Hendriks 32' Fenna Kalma 45' Nina Nijstad 90+6' Renate Jansen | Steen, Donker, Hermans ( 64' Ridder), Takeshige, Daalman, Van der Vlist ( 46' Nottet), Gomez ( 46' Vis), Kira, Berrevoets, Van Belen, Hassani                                                                                          |
| Speelronde 18                                                                                  | ADO Den Haag | 2 – 2 (0 – 0)    | Telstar                                                                                          | Opstelling Telstar |
| 22 maart 2025 Aanvangstijd: 14.00 uur Plaats: Den Haag Bingoal Stadion                         | Gina Viehoff 40' Floortje Bol 64' Manon van Raay 90+6'                                                                                      | Wedstrijdverslag | 19' Samya Hassani 48' Lieke Vis 57' Akari Takeshige                                              | Steen, Donker, Hermans, Takeshige, Daalman ( 90' Verhoeve), Tiebie, Berrevoets ( 68' Vader), Kira, Hassani ( 69' Nottet), Van Belen ( 90' Gomez), Vis                                                                                  |
| Speelronde 19                                                                                  | Telstar | 0 – 1 (0 – 0)    | FC Utrecht                                                                                       | Opstellig Telstar |
| 30 maart 2025 Aanvangstijd: 12.15 uur Plaats: Velsen-Zuid 711 Stadion                          | | Wedstrijdverslag | 84' Nikita Tromp 87' Marthe Munsterman                                                           | Steen, Donker, Hermans, Takeshige, Tiebie, Berrevoets, Kira, Vis ( 62' Lagcher), Hassani ( 46' Vader), Nottet ( 70' Khanchouch), Van Belen                                                                                             |
| Speelronde 20                                                                                  | Fortuna Sittard | 5 – 0 (1 – 0)    | Telstar                                                                                          | Opstelling Telstar |
| 19 april 2025 Aanvangstijd: 14.00 uur Plaats: Sittard Fortuna Sittard Stadion                  | Femke Prins 28' Isa Dekker 47', 75', 78' Venla Lindfors 89'                                                                                 | Wedstrijdverslag | 39' Tess Tiebie 67' Felice Hermans                                                               | Steen, Donker, Hermans, Takeshige, Verhoeve, Tiebie, Berrevoets, Kira ( 79' Vader), Booms ( 65' Vis), Khanchouch ( 79' Hassani), Nottet ( 65' Lagcher)                                                                                 |
| Speelronde 21                                                                                  | Ajax | 3 – 1 (2 – 1)    | Telstar                                                                                          | Opstelling Telstar |
| 3 mei 2025 Aanvangstijd: 14.00 uur Plaats: Amsterdam Sportpark De Toekomst                     | Roos van der Veen 9' Tiny Hoekstra 28' Danique Tolhoek 30', 66'                                                                             | Wedstrijdverslag | 3' Chinatsu Kira 12' Akari Takeshige 73' Lieke Vis                                               | Steen, Donker, Hermans, Takeshige, Verhoeve ( 69' Daalman), Tiebie ( 81' Van der Vlist), Berrevoets, Kira, Booms ( 69' Van Belen), Khancouch ( 69' Vis), Hassani ( 81' Gomez)                                                          |
| Speelronde 22                                                                                  | Telstar | 2 – 0 (0 – 0)    | sc Heerenveen                                                                                    | Opstelling Telstar |
| 17 mei 2025 Aanvangstijd: 14.00 uur Plaats: Velsen-Zuid 711 Stadion                            | Nicci Berrevoets 71' Jannette van Belen 82' Puck Donker 89'                                                                                 | Wedstrijdverslag | 89' Britt Udink                                                                                  | Steen, Donker ( 90+2' Ridder), Hermans, Takeshige, Verhoeve, Kleef ( 46' Vader), Berrevoets, Kira, Hassani ( 82' Van der Vlist), Booms ( 61' Lagcher), Vis ( 61' Van Belen)                                                            |

### KNVB Beker
| Achtste Finales                                                            | ADO Den Haag                                                             | 5 – 0 (0 – 0)    | Telstar                                 | Opstelling Telstar |
| 16 februari 20245 Aanvangstijd: 16.45 uur Plaats: Den Haag Bingoal Stadion | Manon van Raay 53' (pen) Cheyenne van den Goorbergh 58' Floortje Bol 85' | Wedstrijdverslag | 65' Jannette van Belen 86' Nikki Ridder | Rispens, Tiebie ( 83' Van de Pol), Donker, Takeshige ( 79' Daalman), Ridder, Berrevoets, Vader ( 79' Blomquist), Kira, Gomez ( 61' Hassani), Van Belen, Vis ( 46' Nottet) |

## Statistieken Telstar 2024/2025

### Tussenstand Telstar in de Nederlandse Eredivisie Vrouwen 2024 / 2025
| Stand | Gespeeld | Gewonnen | Gelijk | Verloren | Punten | Doelpunten voor | Doelpunten tegen | Gele kaarten | Rode kaarten |
| ----- | -------- | -------- | ------ | -------- | ------ | --------------- | ---------------- | ------------ | ------------ |
| 11e   | 21       | 2        | 5      | 14       | 11     | 22              | 55               | 26           | 0            |

### Topscorers
| #              | Naam               | Goal |
| -------------- | ------------------ | ---- |
| 1.             | Jannette van Belen | 6    |
| 2.             | Chinatsu Kira      | 4    |
| 3.             | Akari Takeshige    | 3    |
| 3.             | Lieke Vis          | 3    |
| 5.             | Nicci Berrevoets   | 2    |
| 6.             | Sydney Blomquist   | 1    |
| 6.             | Isa Gomez          | 1    |
| 6.             | Mila Lagcher       | 1    |
| 6.             | Isabelle Nottet    | 1    |
| Eigen doelpunt |                    |      |
|                |                    |      |
| Totaal         | Totaal             | 22   |

| #      | Naam   | Goal |
| ------ | ------ | ---- |
|        | Geen   |      |
| Totaal | Totaal | 0    |

| #      | Naam               | Goal |
| ------ | ------------------ | ---- |
| 1.     | Jannette van Belen | 2    |
| 1.     | Chinatsu Kira      | 2    |
| 3.     | Isa Gomez          | 1    |
| 3.     | Samya Hassani      | 1    |
| 3.     | Isabelle Nottet    | 1    |
| 3.     | Akari Takeshige    | 1    |
|        | Onbekend           | 9    |
| Totaal | Totaal             | 17   |

### Kaarten
| #  | Naam               | Kreeg geel |    |
| -- | ------------------ | ---------- | -- |
| 1. | Puck Donker        | 4          |    |
| 2. | Nicci Berrevoets   | 3          |    |
| 2. | Isabelle Nottet    | 3          |    |
| 4. | Samya Hassani      | 2          |    |
| 4. | Anna van der Vlist | 2          |    |
| 6. | Jannette van Belen | 1          |    |
| 6. | Sydney Blomquist   | 1          |    |
| 6. | Isa Gomez          | 1          |    |
| 6. | Samya Hassani      | 1          |    |
| 6. | Felice Hermans     | 1          |    |
| 6. | Chinatsu Kira      | 1          |    |
| 6. | Mila Lagcher       | 1          |    |
| 6. | Nikki Ridder       | 1          |    |
| 6. | Akari Takeshige    | 1          |    |
| 6. | Soraya Verhoeve    | 1          |    |
| 6. | Tess Tiebie        | 1          |    |
| 6. | Lieke Vis          | 1          |    |
| 6. | Totaal             | Totaal     | 26 |

| #      | Naam   | Kreeg voor de tweede keer geel en dus rood |
| ------ | ------ | ------------------------------------------ |
| –      |        | 0                                          |
| Totaal | Totaal | 0                                          |

| #      | Naam   | Weggestuurd |
| ------ | ------ | ----------- |
| 1.     |        |             |
| Totaal | Totaal | '           |

## Voetnoten
ADO Den Haag · 
Ajax · 
AZ · 
Excelsior · 
Feyenoord · 
Fortuna Sittard · 
sc Heerenveen · 
PEC Zwolle · 
PSV · 
Telstar · 
FC Twente · 
FC Utrecht